# Quái vật Fouke
Quái vật Fouke hay người lông Fouke là một sinh vật bí ẩn được mô tả dưới dạng sinh vật dạng người lưu truyền ở nước Mỹ. Bí ẩn quái thú người lông cai quản rừng xanh gây kinh hãi ở Mỹ và tạo ra những tranh cãi về thực hư về sinh vật này vẫn là một bí ẩn còn bỏ ngỏ. Từ thập niên 30 của thế kỷ XX, những câu chuyện, bằng chứng được đưa ra về một sinh vật khổng lồ chứa đựng nhiều bí ẩn ở thị trấn Fouke, Arkansas thuộc nước Mỹ hay đem lại niềm hứng thú cho các nhà khoa học. Những tưởng đây chỉ là câu chuyện vui nhưng nó đã trở thành sự thật từ thập niên 30 của thế kỷ XX. 

## Mô tả
Ở Arkansas, đã từ rất lâu rồi từng lưu truyền một câu chuyện kể về một quái thú to lớn mang hình hài con người nhưng thân phủ đầy lông lá. Dân quanh vùng gọi nó là hầu thần cai quản rừng xanh, chứa đầy quyền phép. Chính bởi trọng trách nặng nề đó mà sinh vật này dữ tợn vô cùng, nó sẵn sàng tiêu diệt bất cứ ai dám xâm phạm nơi nó đang sống. Sinh vật bí ẩn này được miêu tả có ngoại hình to lớn, toàn thân lông lá, đứng trên hai chân sau, đi thẳng và có thân hình to như gấu nhưng rất nhanh nhẹn. Đây là sinh vật khổng lồ mang dáng vẻ kỳ dị, nó là con quái vật to lớn, kỳ dị ở Fouke.
Trong một lần dạo chơi, cậu nhóc thấy một sinh vật trần truồng, thân hình lông lá, cao to, có tay rất dài đang uống nước trong hồ. Con vật rất nhút nhát, khi vừa thấy con người liền chạy đi mất. Một mô tả khác cho thấy nó là một sinh vật giống một con khỉ với kích thước của một con gấu. Nó có các dấu chân ba ngón trên nền đất. Bằng chứng rõ nhất về sự hiện diện của quái vật Fouke là những dấu chân kỳ lạ. Nếu nói rằng, quái vật Fouke mang hình người thì nó phải thuộc họ hàng của linh trưởng. Nhưng ở đây, nhân chứng miêu tả quái vật Fouke chỉ có ba ngón chân, khác xa với các loài thú linh trưởng hiện nay - bàn chân có 5 ngón.

## Ghi nhận
Vào một đêm năm 1932, một người dân ở thành phố Fouke, Arkanas bất ngờ nghe thấy tiếng kêu thảm thiết của gia súc trong trang trại nhà mình. Ngay lập tức, chủ trang trại chạy nhanh ra và trong đêm tối, ông lờ mờ phát hiện một con vật lông lá đang cắn vào cổ một con cừu. Thấy bị phát hiện, con quái thú kia chạy nhanh ra khỏi trang trại. Năm 1946, khi đang đi dạo gần ngoại ô thị trấn Fouke, một phụ nữ nhìn thấy một sinh vật kỳ lạ băng nhanh qua đường.
Sinh vật khổng lồ này xuất hiện quanh thị trấn Fouke. Năm 1955, tờ báo địa phương Victoria Advocate đăng tải cuộc phỏng vấn với một thợ săn trong vùng. Ông miêu tả lại cuộc chạm trán đặc biệt với nó. Ông bắn trúng vài phát đạn nhưng con vật vẫn còn đủ sức để chạy trốn vào sâu trong rừng. Trong cuốn sách The Apes Among Us còn ghi nhận sự xuất hiện của sinh vật này qua lời kể của một cậu bé.
Các báo cáo này chỉ là số ít trong rất nhiều lần con người chạm trán với quái vật từ năm 1930, tuy nhiên hầu hết các nhân chứng chỉ thấy con vật ở khoảng cách xa, hay trong đêm tối. Chính vì vậy, cảnh sát bỏ qua những báo cáo kiểu này và cho rằng, đây chỉ là trò lừa đảo của một vài cá nhân mong muốn nổi tiếng. Nhưng, đến năm 1971, cảnh sát cũng phải thay đổi thái độ về con quái vật hình người ở thị trấn Fouke.
Đêm ngày 1 tháng 5 năm 1971, hai vợ chồng trẻ tuổi tên là Bobby và Elizabeth Ford gọi điện thoại cho cảnh sát báo cáo về việc bị một sinh vật lạ lao thẳng vào nhà và tấn công. Cô vợ hoảng hốt kể lại với cảnh sát, ban đầu họ nghĩ, con vật kỳ lạ kia chỉ là gấu đang tìm thức ăn ở phía ngoài khu vườn.
Nhưng không, sinh vật này đã lao vào nhà, nhấc bổng Bobby lên cao rồi ném vào tường. May mắn thay lúc đó, trong nhà có anh trai của Bobby là Don, anh ta nhanh tay vớ lấy khẩu súng và bắn vào con vật. Dù không trúng, nhưng âm thanh từ khẩu súng đã làm con vật hoảng sợ, nó nhanh chóng chạy thoát thân vào màn đêm. Tại hiện trường, cảnh sát thu về vô số dấu vết chứng thực câu chuyện kể trên. Đồ đạc trong nhà bị xáo trộn như vừa diễn ra một cuộc chiến khốc liệt, trên tường xuất hiện các vết xước. Trên nền đất ngoài vườn là những dấu chân rất to, bàn chân chỉ có ba ngón, kèm theo một ít lông thú.
Bằng chứng rõ ràng nhất chính là Bobby, một thanh niên khỏe mạnh, nhưng phải nhập viện vì vết thương rất nặng trên lưng. Từ đây, hầu hết mọi người có thể tưởng tượng ra sinh vật mà họ sẽ phải đối đầu đáng sợ như thế nào. Sinh vật được phát hiện một lần nữa vào ngày 23 tháng 5 năm 1971. Lúc đó, DC Woods, Jr, Wilma Woods, RH Sedgass đang đi trên đường cao tốc, gần thị trấn Fouke. Họ bỗng thấy một con khỉ to lớn chạy nhanh qua trước mũi xe, quá hiếu kỳ, cả ba dừng xe và chạy theo vào rừng. Tuy nhiên họ không đuổi kịp, mà chỉ tìm thấy các dấu chân ba ngón trên nền đất.
Những tháng tiếp sau đó, cư dân địa phương và khách du lịch đã phát hiện thêm nhiều dấu vết của con quái vật. Dấu vết nổi tiếng nhất được tìm thấy trong một cánh đồng trồng đậu của một người dân tên Scott Keith, và đó vẫn là những dấu chân 3 ngón khổng lồ. Từ đây, bí ẩn về loài sinh vật này tạo ra một bầu không khí náo nhiệt ở thị trấn Fouke. Ngay sau khi tin tức về nó được truyền đi, có vô số người dân hiếu kì đã đổ về đây để khám phá, tìm hiểu.
Đài phát thanh trong vùng còn đưa ra tiền thưởng hậu hĩnh cho những ai chụp được hình của sinh vật kỳ lạ này. Tuy vậy, mọi bức ảnh được gửi về qua kiểm tra đều là hàng giả. Các nhân chứng nhìn thấy con vật ngày càng nhiều, nhưng đến năm 1986, thị trưởng thành phố Fouke là Virgil Roberts và cựu cảnh sát trưởng Leslie Greer đã tuyên bố, quái vật Fouke hoàn toàn là giả mạo.
Dù vậy, mỗi năm, các báo cáo về quái vật Fouke vẫn đều đặn được ghi nhận. Thậm chí, rất nhiều trang web đưa tin về sinh vật này, những nhân chứng cùng người hiếu kỳ cùng nhau thảo luận sôi nổi. Người dân thị trấn Fouke đều tin con vật có thật, nhưng các nhà khoa học thì luôn hoài nghi về nó. Họ cho rằng, các bằng chứng vật lý như dấu chân, dấu móng vuốt thì rất dễ dàng tạo ra và không chứng tỏ được gì nhiều. Không ít những nhà khoa học bác bỏ sự tồn tại của quái vật Fouke và đây chỉ là trò lừa đảo. 

## Giả thuyết
Với những mô tả đó đã tạo ra nhiều câu hỏi cho rằng liệu quái vật này có phải là một con Gigantopithecus còn sót lại từ thời tiền sử. Bên cạnh đó, vẫn có một số ít các nhà khoa học tin rằng quái vật Fouke có thật. Nó chính là hậu duệ của Gigantopithecus là loài vượn người khổng lồ ở Trung Quốc, Ấn Độ, tồn tại từ 5 triệu năm - 100.000 năm trước đây. Các hóa thạch chỉ ra rằng, Gigantopithecus là những loài linh trưởng lớn nhất trong lịch sử. Rất có thể, quái vật Fouke chính là một Gigantopithecus còn sót lại trên Trái đất và cần được con người bảo vệ.